# Queen’s Park (Toronto)

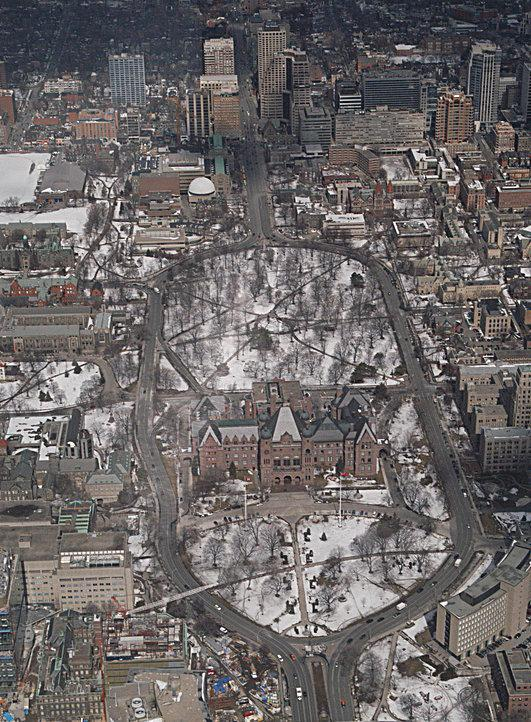
Luftansicht des Queen’s Park

Queen’s Park ist ein Park in der kanadischen Stadt Toronto. Er wurde 1860 von Edward, Prince of Wales eröffnet und ist zu Ehren von Königin Victoria benannt. In der Mitte des Parks befindet sich das Parlamentsgebäude von Ontario. Mit dem Begriff Queen’s Park wird im Sinne einer Metonymie auch die Provinzregierung umschrieben. Das Gelände gehört zwar der University of Toronto, wurde aber 1859 für die Dauer von 999 Jahren an die Provinzregierung verpachtet, zum symbolischen Preis von einem Dollar jährlich.

## Beschreibung

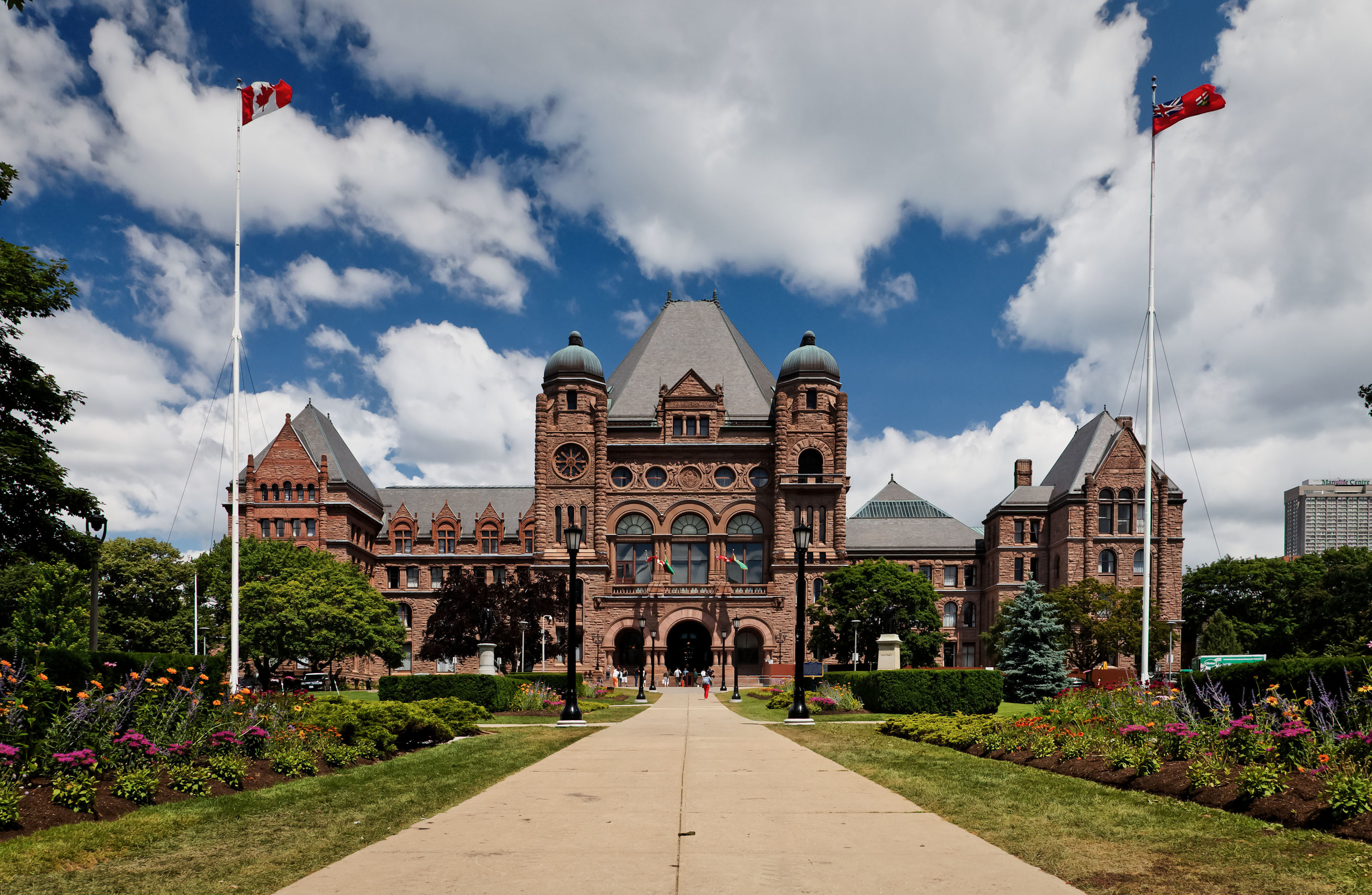
Das Parlamentsgebäude in der Mitte des Queen’s Park

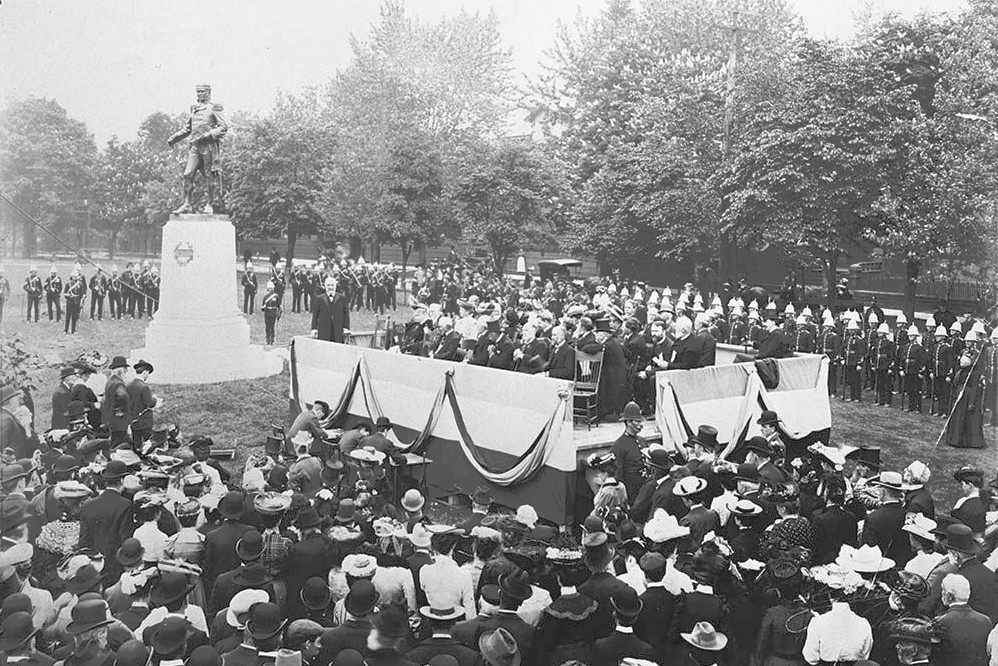
Enthüllung der Statue von John Graves Simcoe, 1903

Der nördlich der Wellesley Street gelegene Teil des Parks ist als englischer Landschaftsgarten angelegt, überragt von hohen Bäumen, die im Sommer Schatten spenden. Mehrere Fußwege führen strahlenförmig auf eine Reiterstatue Eduards VII. zu, die sich auf einem kleinen Hügel in der Mitte befindet. Die 1911 geschaffene Statue stand einst in der indischen Hauptstadt Neu-Delhi, wurde dann aber 1969 dort entfernt und als Geschenk nach Kanada gebracht. Der Nord-Süd-Hauptweg verläuft zwischen der Statue und dem Kriegerdenkmal der 48th Highlanders an der Spitze des Parks. Im nördlichen Teil des Parks werden traditionellerweise die offiziellen Salutschüsse abgefeuert; am Victoria Day (24. Mai), am Canada Day (1. Juli) und am Remembrance Day (11. November).
Im südlichen Teil des Parks steht das 1893 fertiggestellte Parlamentsgebäude von Ontario, der Sitz der Legislativversammlung und des Vizegouverneurs der Provinz Ontario. Hier stehen auch zahlreiche Statuen und Monumente, die an bekannte Personen und Ereignisse der kanadischen Geschichte erinnern: George Brown (einflussreicher Verleger), König Edward VII., John Macdonald (erster Premierminister Kanadas), John Sandfield Macdonald (erster Premierminister Ontarios), William Lyon Mackenzie (Anführer der Oberkanada-Rebellion), Oliver Mowat (dritter Premierminister Ontarios), Nordwest-Rebellion, John Graves Simcoe (erster Vizegouverneur von Oberkanada), Königin Victoria, James Whitney (sechster Premierminister Ontarios), Veteranendenkmal, Polizeidenkmal, Freiwilligendenkmal, Al Purdy (Dichter). Außerdem ehrt ein Rosengarten Königin Elisabeth II.
Der Queen’s Park hat ungefähr eine ovale Form. Allerdings weist er im Südwesten einen kleinen Knick einwärts auf. Dies entspricht dem früheren Lauf des Baches Taddle Creek, der 1886 überdeckt wurde. Die umliegenden Grundstücke sind fast alle im Besitz der University of Toronto. In der Nähe befinden sich das Royal Ontario Museum und das Gardiner Museum.

## Verkehr
Der Park wird umgeben von den Straßen Queen’s Park Crescent East und Queen’s Park Crescent West. Sie bilden einen Teil einer bedeutenden Süd-Nord-Verkehrsachse, bestehend aus der University Avenue, Queen’s Park und Avenue Road. Über Queen’s Park Crescent East führt der Verkehr in nördlicher Richtung, über Queen’s Park Crescent West führt jener in südlicher Richtung. Beide Straßen sind miteinander verbunden und bilden einen Kreisverkehr im Gegenuhrzeigersinn rund um den gesamten Park. Die Wellesley Street kreuzt den Park leicht nördlich der Mitte des Ovals.
Unter dem Park verläuft die Yonge-University-Linie der Toronto Subway; die nächstgelegenen Stationen sind Museum im Norden und Queen’s Park im Süden. An letzterer (Kreuzung von University Avenue und College Street) befindet sich eine Haltestelle der Straßenbahnlinie 506.